# Museum Mitterteich

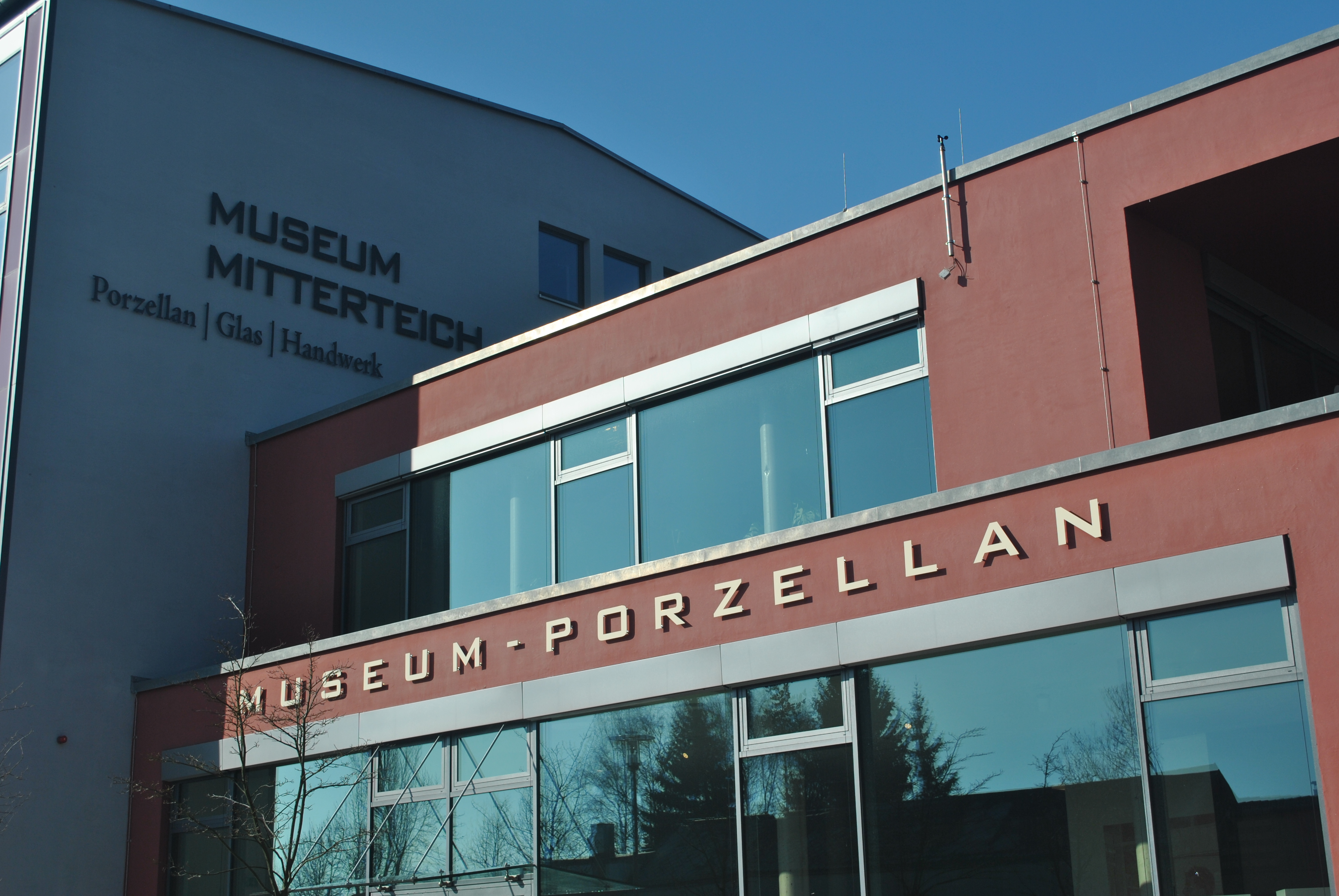
Außenansicht des Museumsgebäudes

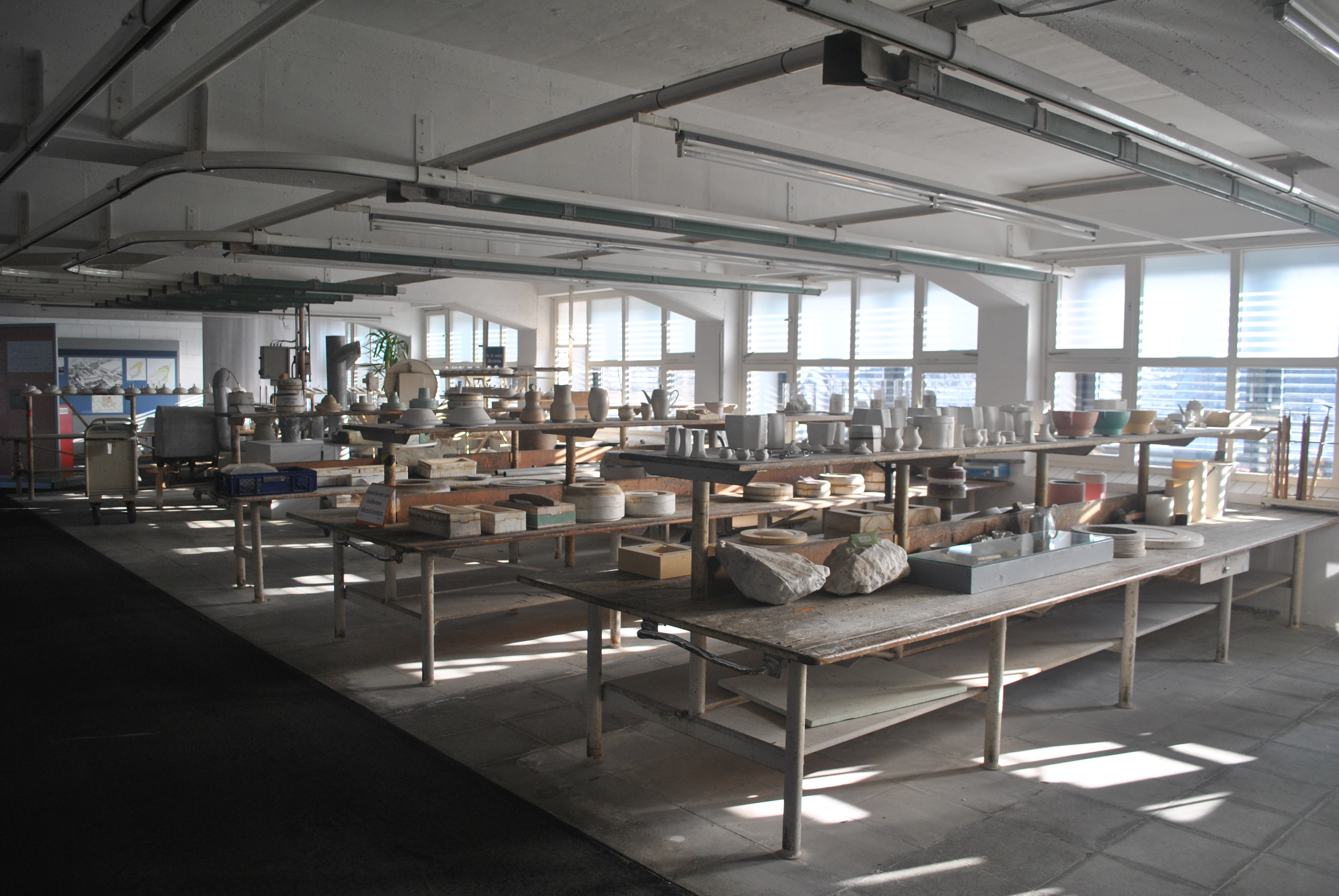
Die originalen Werkbänke zeigen, wie die Menschen in der Gipsformengießerei gearbeitet haben.

Das Museum Mitterteich wurde 2010 in der ehemaligen Porzellanfabrik Mitterteich AG eröffnet. Es beschäftigt sich insbesondere mit der Industriegeschichte der Stadt Mitterteich.

## Inhalt
Die Dauerausstellung gliedert sich in drei Abteilungen. Den größten Teil nimmt dabei die Porzellanindustrie ein. Außerdem gibt es einen Sonderausstellungsraum, in dem jährlich mehrere Wechselausstellungen stattfinden.

### Porzellan
Die Abteilung Porzellan zeigt anhand von Porzellanexponaten, Dokumenten und Zeitzeugeninterviews die Entwicklung und den Niedergang der Porzellanindustrie in Mitterteich. Von 1886 bis zu ihrer Schließung 2005 fertigte die Porzellanfabrik Mitterteich AG Porzellan für den Weltmarkt. Die originalen Werkbänke, Maschinen und Produkte zeigen, wie die Arbeiterinnen und Arbeiter das Porzellan gefertigt haben. Das Museum befindet sich in den Räumen des früheren Werks A, wo die Gipsformengießerei untergebracht war. Ein weiterer Teil der Ausstellung beschäftigt sich mit der ehemaligen Porzellanfabrik Rieber.

### Glas
1883 gründeten Moritz Krailsheimer und Georg Miederer eine Glasfabrik für Spiegelglas in Mitterteich. Das Werk gehörte ab 1930 zur Deutschen Spiegelglas AG in Grünenplan (DESAG). Damit gehörte es zum Konzern Schott, welcher die Aktienmehrheit bei der DESAG hielt. Bis heute produziert die Schott AG in Mitterteich Spezialglas. Die Geschichte der Glasproduktion in Mitterteich wird anhand von Maschinen und Produkten erzählt. Ein Objekt ist die historische Danner-Pfeife aus den 1920er-Jahren mit Rohr-Zugmaschine aus dem Schott-Werk.

### Handwerk
In der Abteilung Handwerk sind Krippen der Mitterteicher Schnitzer zu sehen. Alle fünf Jahre findet die Krippenschau als Sonderausstellung in Mitterteich statt. Mitterteich ist einer der Orte, in dem noch traditionell Zoigl im Kommunbrauhaus gebraut wird. Im Museum befindet sich die originale Einrichtung einer Zoigl-Stube und es wird erklärt, wie dieses Bier gebraut wird. Ein Webstuhl erinnert an die Geschichte der Stadt Mitterteich als Tuchmacherstadt. Ebenso wird der Beruf eines Schusters anhand von Objekten dargestellt.
Zudem ist dem gebürtigen Mitterteicher Künstler Herbert Molwitz eine Abteilung mit einer Auswahl seiner Werke gewidmet.
Das Museum gehört zum Museumsverbund das zwoelfer – Die Museen im Landkreis Tirschenreuth.